# Neoneura angelensis
Espèce
Neoneura angelensis est une espèce d'insectes odonates zygoptères (demoiselle) de la famille des Protoneuridae.

## Découverte
Le premier exemplaire de cette espèce a été capturé en Guyane, en décembre 2003, le long de la « crique » (désignation guyanaise des rivières) Angèle. D'où son nom. Il a fallu attendre la collecte d'un deuxième spécimen, en 2006, pour confirmer qu'il s'agissait d'une nouvelle espèce. Sa description par le Suisse Laurent Juillerat a été publiée au printemps 2007.